# Corrente Democratica
Corrente Democratica (in arabo: التيّار الديمُقراطي) è un partito politico tunisino di orientamento social-liberale e progressista fondato nel 2013.

## Risultati

### Elezioni parlamentari
| Elezione          | Voti    | %    | Seggi    |
| ----------------- | ------- | ---- | -------- |
| Parlamentari 2014 | 66 396  | 1,95 | 3 / 217  |
| Parlamentari 2019 | 183 473 | 6,42 | 22 / 217 |

### Elezioni presidenziali
| Elezione           | Candidato                                         | Voti                                              | %                                                 |
| ------------------ | ------------------------------------------------- | ------------------------------------------------- | ------------------------------------------------- |
| Presidenziali 2014 | Il partito sostiene ufficialmente Moncef Marzouki | Il partito sostiene ufficialmente Moncef Marzouki | Il partito sostiene ufficialmente Moncef Marzouki |
| Presidenziali 2019 | Mohamed Abbou                                     | 122 287                                           | 3,63                                              |

### Elezioni comunali
| Elezione      | Voti   | %    | Seggi       | sindaci | %    |
| ------------- | ------ | ---- | ----------- | ------- | ---- |
| Comunali 2018 | 75 619 | 4,19 | 205 / 7 212 | 3 / 350 | 0,86 |